# Playground (Manu Katché)
Playground is het tweede album van de drummer Manu Katché. Het album heeft een andere stijl in vergelijking met zijn andere werk. Het is rustige melodieuze jazzmuziek voor klein ensemble. Slechts een enkele maal komt de ritmiek van Katché, zoals bekend van zijn albums met Peter Gabriel, naar boven. Het album is opgenomen in de Avatar Studios in New York.

## Musici
- Mathias Eick – trompet;
- Trygve Seim – tenorsaxofoon en sopraansaxofoon
- Marcin Wasilewski - piano
- Slawomir Kurkiewicz – contrabas
- Manu Katché – drums en
- David Torn, gitaar op "Lo" en "Song for Her (variatie)".

## Composities
1. Lo
2. Pieces of emotion
3. Song for her
4. So groovy
5. Morning joy
6. Motion
7. Project 58
8. Snapshot
9. Possible thought
10. Inside game
11. Clubbing
12. Song for her (variatie)